# Zelandotipula otagana
Zelandotipula otagana là một loài ruồi trong họ Tipulidae. Chúng phân bố ở vùng sinh thái Australia.